# Michail Artamonov
Michail Vladimirovitj Artamonov (ryska: Михаил Владимирович Артамонов), född 20 juli 1997 i Sankt Petersburg, är en rysk taekwondoutövare. 

## Karriär
I maj 2016 tog Artamonov brons i 54 kg-klassen vid EM i Montreux. I juni 2017 tog han silver i 58 kg-klassen vid VM i Muju efter en finalförlust mot sydkoreanske Jeong Yun-jo. Under 2017 tog Artamonov även brons i 58 kg-klassen vid Grand Slam i Wuxi och guld vid Grand Prix i London.
I maj 2018 tog Artamonov guld i 58 kg-klassen vid EM i Kazan efter att ha besegrat spanske Jesús Tortosa i finalen. Under 2018 tog han även guld i 58 kg-klassen vid Grand Prix i Rom och brons i Taoyuan. I maj 2019 tävlade Artamonov i 58 kg-klassen vid VM i Manchester, där han blev utslagen i sextondelsfinalen av argentinske Lucas Guzmán. Under 2019 tog Artamonov brons i 58 kg-klassen vid Grand Prix i Rom.
I juli 2021 tog Artamonov brons i 58 kg-klassen vid OS i Tokyo. I juni 2023 tävlade Artamonov i 63 kg-klassen vid VM i Baku, där han blev utslagen i sextondelsfinalen av franske Souleyman Alaphilippe.